# Shrewsbury
Shrewsbury er en engelsk by, der er hovedby (County town) i grevskabet Shropshire, 15 km øst for den walisiske grænse.
Shrewsbury har ca. 70.000 indbyggere. Shrewsbury & Atcham borough har ca. 96.000 indbyggere.
En af Englands længste floder Severn løber igennem og gennemskærer byen, på en sådan måde at byens centrum ligger som en 'bobbel' i floden.
Shrewsbury blev grundlagt i år 800, og dens navn stammer fra det angelsaksiske 'Scrobbesbyrig' som betyder fortet i kratlandet.
Det var lidt nord for centrum i bydelen Battlefield at et berømt slag stod i 1403 hvor Kong Henry IV mødte den rebelske Henry 'Hotspur' Percy fra Northumberland.
Centrum er stadig præget af de trange middelalderlige stræder, og der er stadig en del gamle huse, hvilket får centrum til at fremstå som et af Englands smukkeste.
Shrewsbury er også kendt som blomsterbyen, og det ses tydeligt 120.000 m² store 'The Querry'
Tillige er byen hjemsted for Shrewsbury Town F.C. som lige nu spiller i League Two i den engelske liga.